# Ciutat Esportiva de Blanes
La Ciutat Esportiva de Blanes és una instal·lació pública polivalent per a acollir esdeveniments de gran envergadura. Pensat per a l'esport, també s'hi poden organitzar altres activitats. Entre els esports que s'hi poden practicar hi ha aeròbic, arts marcials, ball esportiu, basquetbol, bàdminton, escacs, futbol sala, gimnàstica artística, gimnàstica esportiva, handbol, hoquei sobre patins, patinatge artístic, tennis, twirling i voleibol.
Després de funcionar uns mesos a baixa intensitat, el recinte es va inaugurar oficialment el 20 de febrer de 2011 amb la presència d'autoritats com l'alcalde de Blanes, Josep Trias, i el president de la Generalitat de Catalunya, Artur Mas. Al parlament d'obertura, Trias va parlar d'una «nova etapa, més engrescadora encara, com és la de convertir la ciutat en referent turístic i esportiu de Catalunya», i Mas va dir: «això ha costat molt, no només molts diners, també molts esforços, i ara val la pena que se'n pugui fer un bon ús i se'n tregui un bon rendiment».

## Pavelló d'Esports
Antigament, el recinte municipal que feia les funcions d'estadi poliesportiu era el Pavelló Municipal d'Esports de Blanes. Aquest pavelló estava situat al centre urbà, prop de Sa Palomera i a escassos metres de la línia de costa que conforma la badia de Blanes. El Blanes Hoquei Club va utilitzar aquest recinte per a disputar els seus partits com a amfitrió.